# 11. Internationale Sechstagefahrt

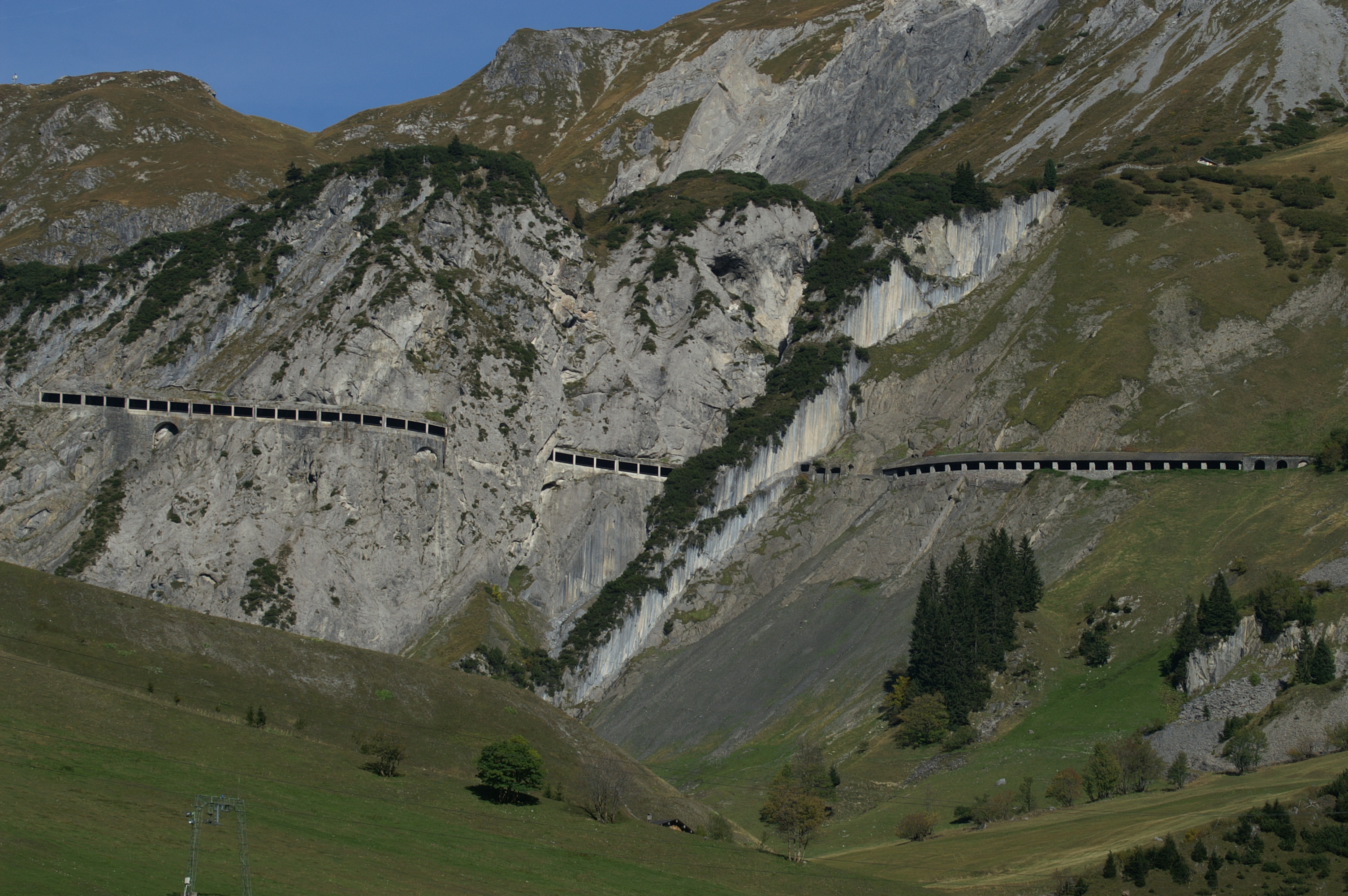
Flexenpass, eine der Schwierigkeiten am zweiten Tag

Die 11. Internationale Sechstagefahrt fand vom 26. bis zum 31. August 1929 in Mitteleuropa statt. Bereits 1927 war entschieden worden, dass anlässlich des 25-jährigen Bestehens der FICM die Internationale Sechstagefahrt 1929 als Etappenfahrt von München nach Genf durch fünf Länder ausgetragen werden soll. Damit wurde von der Regel abgewichen, dass die Siegernation jeweils im Folgejahr den Wettkampf ausrichten sollte. Es gewann zum sechsten Mal in Folge die britische Trophy-Mannschaft. In der Silbervasenwertung konnte das britische Team den fünften Sieg in Folge feiern.

## Wettkampf
Die Wettkampfstrecke hat eine Länge von rund 1700 Kilometer. Insgesamt schrieben sich 175 Fahrer aus 13 Nationen ein. Die größten Kontingente bildeten die Briten mit 62 Fahrern und die Deutschen mit 52 Fahrern. Eingeschrieben hatten sich auch zehn Frauen aus Großbritannien, Deutschland und Österreich. Um die Trophy-Wertung kämpften Mannschaften aus Großbritannien, Deutschland, Schweden und der Schweiz. In der Silbervasen-Wertung traten jeweils zwei Teams aus Großbritannien, Deutschland, Niederlande, Österreich und der Schweiz sowie jeweils ein Team aus Frankreich, Irland, Dänemark, Schweden und Italien an.
Aus Deutschland nahmen neben dem Trophy-Team (Hans Soenius (BMW), Ernst Jakob Henne (BMW), R. Trapp (Victoria)), den beiden Silbervasen-Teams (Max Polster (D-Rad), Erich Pätzold (NSU) und Kurt Friedrich (DKW) sowie Paul Rüttchen (Standard), Julius von Krohn (Zündapp) und Georg Thumshirn (Ardie)) elf Fabrikmannschaften am Wettbewerb teil.
Im Gegensatz zu früheren Regelungen erfolgte bei der Abschlusskontrolle der Maschinen nicht mehr die Kontrolle der Funktionsfähigkeit aller Bauteile des Motorrads. Es wurde nur noch überprüft, ob die beim Start mit entsprechenden Plomben versehenen Bauteile vorhanden und die Plomben selber unversehrt waren.
Die Durchschnittsgeschwindigkeit wurde auf 40 km/h festgesetzt.

### 1. Tag

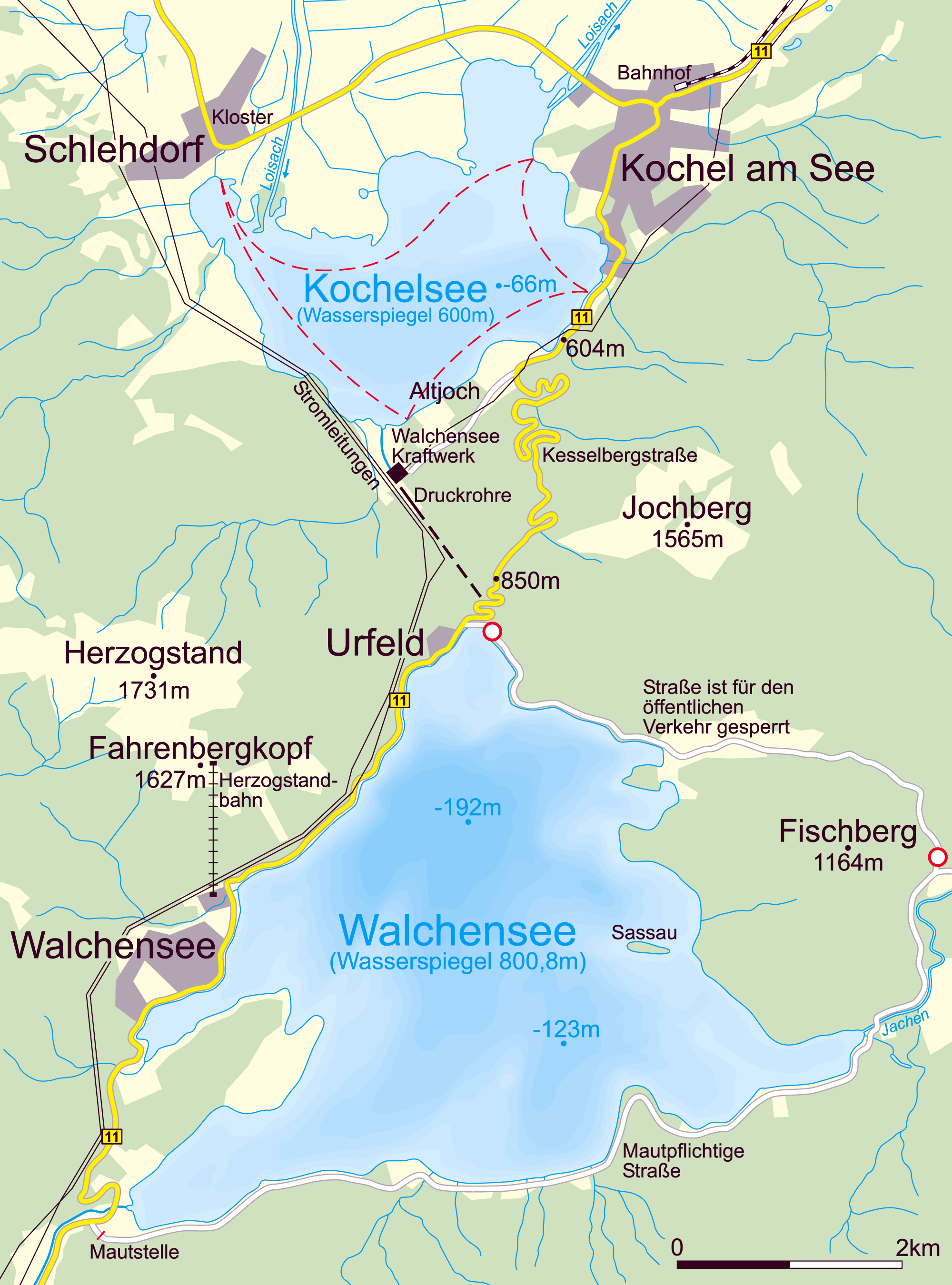
Die Kesselbergstraße war Teil der 1. Etappe

Die erste Tagesetappe führte über 334 Kilometer von München nach Partenkirchen. Die Mittagspause war in Oberau. Schwierigste Abschnitte waren die Auffahrten am Ettaler Sattel (Oberau–Ettal) und die Kesselbergstraße. Von den 175 gemeldeten Fahrern gingen 168 an den Start der ersten Etappe.
Acht Fahrer schieden auf der ersten Etappe aus, darunter einige Schweizer.

### 2. Tag
Die zweite Etappe führte über 240 Kilometer von Partenkirchen nach Feldkirch in Österreich. Es waren der Zirler Berg, der Fernpass, der Flexenpass und der Arlbergpass zu befahren.
Es kam zu Ausfällen von einigen Fahrern.
Bei der Organisation machten sich Mängel bemerkbar. So war das Gepäck der Fahrer noch nicht am Zielort eingetroffen, und die Wertung des ersten Tages wurde erst am Abend des zweiten bekanntgegeben.

### 3. Tag
Am dritten Tag führte die Strecke über 318 Kilometer über den Klausenpass und den Gotthardpass nach Pallanza.
Durch den Ausfall des Niederländers P. J. Nortier wurde das Silbervasenteam gesprengt. Der Britin Edyth Foley fuhr ein Radfahrer ins Motorrad. Beim Sturz zog sie sich Verletzungen am Knie und an der Hand zu und musste am Abend die Weiterfahrt aufgeben. Damit platzte das britische Silbervasenfrauenteam.
In der Trophywertung führten strafpunktfrei die britische und die schwedische Mannschaft. Die deutsche Trophy-Mannschaft lag mit 10 Strafpunkten auf Platz 3. Die Mannschaften aus Italien und der Schweiz waren bereits aus dem Rennen.
In der Silbervasenwertung lagen Großbritannien, Schweden und Deutschland strafpunktfrei auf dem ersten Platz. Danach folgten die Mannschaften aus Frankreich und Österreich mit 10 Strafpunkten.

### 4. Tag
Die vierte Tagesetappe führte über 328 Kilometer nach Moûtiers in Frankreich. Die Strecke führte von Pallanza über Adorna und Oropa ins Aostatal. Über den Kleinen Sankt Bernhard wurde Frankreich erreicht. Es starteten noch 154 Fahrer.

### 5. Tag
Die fünfte Etappe führte über 269 Kilometer von Moutiers nach Chamonix. Zur Tagesetappe starteten noch 137 Fahrer.

### 6. Tag
Am letzten Wettkampftag war die rund 200 Kilometer lange Strecke von Chamonix über Lausanne nach Genf zu bewältigen. Es waren noch die Pässe Col des Montets und Col de la Forclaz zu bewältigen. Auf einem 6,5 Kilometer langen Rundkurs Circuit de Meyrin fand der Abschlusstest als Geschwindigkeitsprüfung über eine Stunde statt.

## Endergebnisse

### Trophy
| Platz | Team                   | Strafpunkte |
| ----- | ---------------------- | ----------- |
| 1.    | Vereinigtes Königreich | 0           |
| 2.    | Deutsches Reich        | 112         |
| 3.    | Schweden               | 178         |
| 4.    | Königreich Italien     | 207         |
| 4.    | Schweiz                | 210         |

### Silbervase
| Platz | Team                                  | Strafpunkte |
| ----- | ------------------------------------- | ----------- |
| 1.    | Vereinigtes Königreich (A-Mannschaft) | 0           |
| 2.    | Irischer Freistaat (A-Mannschaft)     | 20          |
| 3.    | Niederlande (B-Mannschaft)            | 28          |
| 4.    | Frankreich                            | 32          |
| 5.    | Österreich                            | 57          |
| 6.    | Vereinigtes Königreich (B-Mannschaft) | 111         |
| 7.    | Österreich (B-Mannschaft)             | 138         |
| 8.    | Dänemark                              | 143         |
| 9.    | Deutsches Reich (B-Mannschaft)        | 154         |
| 10.   | Schweden (A-Mannschaft)               | 178         |
| 11.   | Schweiz (B-Mannschaft)                | 200         |
| 11.   | Schweiz (A-Mannschaft)                | 200         |
| 13.   | Königreich Italien                    | 207         |
| 14.   | Niederlande (A-Mannschaft)            | 211         |
| 15.   | Irischer Freistaat (B-Mannschaft)     | 220         |
| 16.   | Deutsches Reich (A-Mannschaft)        | 232         |

### Einzelwertung
| Klasse       | Starter | Gold | Silber | Bronze | Zertifikat | ohne Medaille | Ausfall/Disqualifikation |
| ------------ | ------- | ---- | ------ | ------ | ---------- | ------------- | ------------------------ |
| 175 cm³      | 1       | 0    | 1      | 0      | 0          | 0             | 0                        |
| 250 cm³      | 11      | 2    | 1      | 2      | 4          | 0             | 2                        |
| 350 cm³      | 50      | 10   | 16     | 2      | 5          | 4             | 13                       |
| 500 cm³      | 69      | 14   | 21     | 11     | 4          | 1             | 18                       |
| 750 cm³      | 19      | 5    | 5      | 1      | 1          | 2             | 5                        |
| 1000 cm³     | 1       | 0    | 0      | 0      | 0          | 0             | 1                        |
| 600 cm³ (b)  | 11      | 4    | 2      | 1      | 1          | 0             | 3                        |
| 1000 cm³ (b) | 6       | 1    | 1      | 0      | 0          | 1             | 3                        |
| Gesamt       | 168     | 36   | 47     | 17     | 15         | 8             | 45                       |

Von 123 Fahrern im Ziel waren 39 strafpunktfrei. 34 Fahrer gewannen eine Goldmedaille, davon waren 22 Briten. Sechs britische Fahrerinnen (Marjorie Cottle, Louie McLean, Fay Taylour, B. Lermitte, C. Herbert und M. Newton) gewannen eine Silbermedaille. Die deutsche Fahrerin Hanni Köhler erhielt eine Bronzemedaille.
Die Fabrikwertung gewann in der Klasse bis 250 cm³ Puch, in der Klasse bis 350 cm³ A.J.S., in den Klassen bis 500 cm³ und bis 600 cm³ für Motorradgespanne Rudge-Whitworth und die Klassen bis 750 cm³ BMW.
Die Organisation der Veranstaltung wurde stark kritisiert. So wichen die zwischenzeitlich bekanntgegebenen Ergebnisse stark vom Endergebnis ab. Unter anderem waren Fahrer als ausgefallen gemeldet worden, die dann dennoch in die Endwertung kamen.

## Teilnehmer
| Staat                  | Trophy-Team                                                                                       | Silbervase-Team                                                                                         |
| ---------------------- | ------------------------------------------------------------------------------------------------- | --- |
| Dänemark               |                                                                                                   | Sonderup (AJW) Christensen (Excelsior) Norgaard (A.J.S.)                                                |
| Deutsches Reich        | Hans Soenius (BMW) Ernst Jakob Henne (BMW) Robert Trapp (Victoria)                                | (A-Mannschaft) Max Polster (D-Rad) Erich Pätzold (NSU) Kurt Friedrich (DKW)                             |
| Deutsches Reich        | Hans Soenius (BMW) Ernst Jakob Henne (BMW) Robert Trapp (Victoria)                                | (B-Mannschaft) Paul Rüttchen (Standard) Julius von Krohn (Zündapp) Georg Thumshirn (Ardie)              |
| Frankreich             |                                                                                                   | Guilloreau (Clement-Gladiator) Gabriel (Clement-Gladiator) Robert Bourbeau und Devaux (Bédélia)         |
| Irischer Freistaat     |                                                                                                   | (A-Mannschaft) Carvill (Triumph) Stewart (Royal Enfield) McKee (Sunbeam)                                |
| Irischer Freistaat     | (B-Mannschaft) Henry Tyrell-Smith (Rudge-Witworth) Walsh (Rudge-Witworth) Duffin (Rudge-Witworth) | |
| Königreich Italien     | Rosolino Grana (Gilera) Luigi Gilera (Gilera) Guzzi (Gilera)                                      | Rosolino Grana (Gilera) Luigi Gilera (Gilera) Guzzi (Gilera)                                            |
| Niederlande            |                                                                                                   | (A-Mannschaft) Piet J. Nortier (Norton) A. P. van Hamersveld (Rudge-Withworth) Kooten (Harley-Davidson) |
| Niederlande            | (B-Mannschaft) Dolk (FN) H. Vintges (FN) M. Flinterman (FN)                                       | |
| Österreich             |                                                                                                   | (A-Mannschaft) Hugo Höbel (Puch) Siegfried Cmyral (Puch) Oswald (Puch)                                  |
| Österreich             | (B-Mannschaft) T. Pospischil (Ariel) Sartorius (Ariel) A. Iglseder (BMW)                          | |
| Schweden               | Bernhard Malmberg (Husqvarna) Yngve Ericsson (Husqvarna) Mannerstedt (Husqvarna)                  | |
| Schweiz                | Eduoard Gex (Motosacoche) Wuillemin (Condor) Jean Morand (Condor)                                 | (A-Mannschaft) Divorne (Condor) Dumont (Peugeot) Martinelli (Motosacoche)                               |
| Schweiz                | Eduoard Gex (Motosacoche) Wuillemin (Condor) Jean Morand (Condor)                                 | (B-Mannschaft) Achilles Weider (Matchless) Alfred Carmine (Universal) Angeli (Condor)                   |
| Vereinigtes Königreich | Geoff Butcher (Rudge-Withworth) George Rowley (A.J.S.) Freddie Neill (Matchless)                  | (A-Mannschaft) L. A. Welch (Royal Enfield) A. R. Edwards (Levis) H. S. Perrey (Ariel)                   |
| Vereinigtes Königreich | Geoff Butcher (Rudge-Withworth) George Rowley (A.J.S.) Freddie Neill (Matchless)                  | (B-Mannschaft) Marjorie Cottle (Raleigh) Edyth Foley (Triumph) Louie McLean (Douglas)                   |